# Okręg wyborczy Bromley
Okręg wyborczy Bromley powstał w 1918 r. i wysyłał do brytyjskiej Izby Gmin jednego deputowanego. Okręg obejmował rejon miejski Bromley oraz miejskie dystrykty Beckenham i Penge. Okręg został zniesiony w 1974 r.

## Deputowani do brytyjskiej Izby Gmin z okręgu Bromley
- 1918–1919: Henry Forster, Partia Konserwatywna
- 1919–1930: Cuthbert James, Partia Konserwatywna
- 1930–1945: Edward Taswell Campbell, Partia Konserwatywna
- 1945–1964: Harold Macmillan, Partia Konserwatywna
- 1964–1974: John Leonard Hunt, Partia Konserwatywna